# 赤外線ワイヤレスマイク
赤外線ワイヤレスマイク（せきがいせんワイヤレスマイク）は、音声の伝送に赤外線を用いるマイクロホンである。また、ごく小規模な送信機でもある。可視光線によるものではないが光ワイヤレスマイクと呼ばれることもある。

## 概説
音声の伝送には有線を使わずとも電波、赤外線、可視光線などの電磁波によることができる。文字通り線の無いマイクのことであるが、イギリス英語ではワイヤレスマイク（wireless micorophone）、アメリカ英語ではラジオマイク（radio microphone）という。機能的な違いを意味するものではないのだが、日本では電波法において電波を「300万MHz以下の周波数の電磁波」と定義し、これに基づく総務省令・告示等で電波を使用するものをラジオマイクと規定しており、別記事で解説されている。それ以外で実用されているものは赤外線を用いたもので、本記事で解説する。
赤外線は電波ではないので、周波数割当計画による周波数（波長）毎の用途の割当てや無線設備規則による技術基準などの規制は無い。
技術基準適合証明における技適マークのような法令上の、または微弱無線機器におけるELPマークのような任意の認証制度も無い。
一方、電子情報技術産業協会(JEITA)は、標準化活動として「CP-1208 赤外線空間アナログ音声・映像伝送システム」を制定している。これは民間規格であり利用を推奨するものであって、遵守する法的義務は無い。

## 技術基準
CP-1208からワイヤレスマイクに関係する部分を抜粋する。
- 伝送方法:音声を一旦2MHz - 6MHzの周波数の電波に周波数変調(FM)して副搬送波とする。この副搬送波で近赤外線の輝度を振幅変調(AM)する。
- 搬送波:ピーク波長800～900nmの範囲内
- 副搬送波のチャンネル割当てと呼称

| 記号               | H1     | H2     | H3     | H4     | H5     | H6     | H7     | H8     |
| ------------------ | ------ | ------ | ------ | ------ | ------ | ------ | ------ | ------ |
| 周波数             | 2.3MHz | 2.8MHz | 3.2MHz | 3.7MHz | 4.3MHz | 4.8MHz | 5.2MHz | 5.7MHz |
| H3とH4の使用を推奨 |        |        |        |        |        |        |        |        |

- 周波数偏移:最大±150kHz

## 実態
動作原理は同一であってもメーカー毎に搬送波の波長や副搬送波の周波数は異なるので、異なるメーカーの製品の間での互換性は無い。近赤外線は可視光線と波長が近く太陽光や照明光にも含まれており、受光部にこれらの光が当たると混信を生じ雑音や音切れの原因になる。従って屋外の使用には向かず、屋内においても照明の影響を受けないところに受光部を設置する。死角が無いように受光部を複数設置するときは、受光部から受信機までのケーブル長が異なると位相がずれ感度が低下するので、施工時にケーブル長を揃えるよう注意を要する。送信機から受光部の間に障害物があると赤外線は到達せず、ハンドマイク形送信機では持ち方によっては発光部をふさいでしまい音切れになる。
到達距離は10m-20m程度であり、ラジオマイクより概して短い。
これらはラジオマイクより使い勝手が悪く短所といえるが、次のような長所もある。
赤外線は透明なガラス等ごく一部以外の建材は透過せず、壁一枚隔てた隣室で同じ周波数のものが使用できる。特定ラジオマイク（A型ワイヤレスマイク）やラジオマイク用特定小電力無線局のB型・C型（B型・C型ワイヤレスマイク）を複数使用する際は、相互に干渉しないように使用する周波数でグループ分けしたり離隔距離を設定しなければならないが、赤外線は間仕切りや厚手のカーテン一枚で簡単に遮断できる。
- 切替器を設置して、大会議室の時はチャンネル1から4まで使用、パーティションをして二室に分割し一号室ではチャンネル1と2を、二号室ではチャンネル3と4を使用するといった利用法も可能。

また室外での傍受・盗聴はできない。赤外線と電波は周波数が大きく異なり、ラジオマイクはもちろん電子機器から発する電波により混信することもない。
マイクを同時に使える数は、技術基準に準拠すれば最大8本となり商品化されている。
短所の補完
- ケーブル長による位相差ズレの対策として、補正機能を設けた分配・混合器がある。
- ハンドマイク形送信機による音切れの対策として、首に掛けるペンダント形送信機がある。

以上の特徴から、多数の部屋が隣接するカラオケボックスや学校、秘密を扱う会議をする企業などの会議室で利用されている。
電波事情の厳しい日本では、将来もこの用途に一定の需要があると考えられる。
事例
- A型ワイヤレスマイクには利用者間の調整をする特定ラジオマイク運用調整機構があるが、B型・C型ワイヤレスマイクには相当する団体は無い為、他社からの混信障害を解消する手立てとして導入した会議室・研修会場[3]
- 上記と同様に混信を防止して複数の会議を併催できるように、また情報の漏洩をなくす為、危機管理センターに導入した地方公共団体[4]
- 教室毎に異なる送信機を使用する煩わしさを解消し、講師の両手が自由に使えるようにペンダント形送信機を導入した大学[5]

## 沿革
ラジオマイクより歴史は浅い。下にあるように実用化されたのは、1990年代前半頃である。
- 1993年9月 - プリモが赤外線ワイヤレスマイクシステム発表[6]
- 1994年 - 日光堂（BMBと改称後エクシングが吸収合併）が赤外線ワイヤレスマイクシステム「WT-5000」を発売[7]
- 1995年 - オーディオテクニカが業務用赤外線コードレスマイクロホン AT-CLM7発売[8]
- 2004年1月 - JEITAが「CP-1208 赤外線空間アナログ音声・映像伝送システム」を制定